# Барометар
Барометар је уређај који се користи за мјерење ваздушног притиска. Италијански научник Галилео Галилеј је 1640. доказао да ваздух има тежину. Еванђелиста Торичели (итал. Evangelista Torricelli) је одредио 1644. тежину атмосферског ваздуха или ваздушни притисак. Такође је утврдио да промјена притиска ваздуха мијења висину живиног стуба. С тиме су дате основе барометра. По начину рада постоје двије врсте: метални и барометри са течношћу.
За апсолутна мерења притиска најпогоднији су барометри са живом. Најједноставнији облик барометра са живом стаклена је цев свинута у облику слова Ј, којој је дужи крак, дуг око 90 центиметара, затворен, а краћи отворен. Цев је напуњена живом тако да се у дужем краку изнад живе налази ваздухопразан простор (вакуум), а на површину живе у краћем краку делује атмосферски притисак. Притисак ваздуха одређује се тако што се на скали очита висина стуба живе у тим краковима. Тежина стуба живе, којем је висина једнака разлици прочитаних висина, мера је за притисак ваздуха. Како тежина стуба живе зависи од њезе температури и од земљописне ширине места, треба добијену разлику висина стубова живе исправити (кориговати). Код практичних имплементација барометарска цев са живом равна је и уроњена у посуду са живом. Притисак ваздуха делује на површину живе у посуди. Код Фортиновог барометра чита се само висина живе у затвореној цеви, а жива у посуди доводи се увек на исти ниво на тај начин што се дно посуде, које је начињено од савитљивог материјала (на примјер коже), намести тако да површина живе дотакне врх шиљка учвршћеног на горњем делу посуде. Код станичног барометра, који се употребљава и на нашим метеоролошким постајама (Кју-барометри), промене нивоа живе у посуди узете су у обзир на самој лествици барометра (редукована лествица), па се висина стуба живе може одмах очитати.
За мерење притиска ваздуха искориштава се још и деформација еластичних тела због деловања притиска (анероид) и промена врелишта због промене притиска. У савременим је уређајима омогућено електрично или електроничко мерење претварањем притиска у електричне величине. Како се притисак ваздуха смањује с порастом висине, то се висинска разлика може наћи ако се притисак ваздуха измери барометром на два места различитих висина, узимајући у обзир метеоролошке елементе (температуру, влагу). Барометарско мерење висине примењује се у ваздушном промету.
Први барометар је био такозвани водени барометар (назван још Гетеов јер га је Гете популаризовао) који је радио на принципу посуде с нешто ваздуха која је уроњена у воду, те је стуб воде у посуди порастао кад је опао притисак ваздуха, јер се је тада стуб ваздуха смањио. Најчешће се ипак користи живин барометар (стуб живе који се повисује или смањује зависно од промене притиска ваздуха). Открио га је Еванђелиста Торичели. Још постоји и суви барометар (анероид). То је метална кутија без ваздуха чије се странице деформишу с променом притиска ваздуха, јер ваздух вршу притисак на вакуум унутар кутије. Барограф је барометар с писаљком који стално бележе промјене притиска ваздуха. Барометар је незамењив инструмент у метеорологији. Користан је и у такозваној народној метеорологији, јер се обично сматра да с порастом притиска ваздуха следи сунчаније време, а с падом облачније.
Притисак ваздуха није у свако доба исти на једном месту Земље. Он није једнак ни на два места која се разликују у надморској висини. Притисак опада с висином, а осим тога мења се с променом количине влаге у ваздуху. Влага је наиме лакша од ваздуха, те што је има више у ваздуху, то ће ваздух бити лакши, а због тога је и притисак мањи.

## Историја
Иако је Еванђелиста Торичели универзално признат као проналазач барометра 1643. године, историјска документација такође сугерише да је Гаспаро Берти, италијански математичар и астроном, случајно изградио водени барометар негде између 1640. и 1643.
 Француски научник и филозоф Рене Декарт описао је дизајн експеримента за одређивање атмосферског притиска већ 1631. године, али нема доказа да је у то време изградио функционални барометар.
Дана 27. јула 1630, Ђиовани Батиста Балијани написао је писмо Галилеу Галилеју објашњавајући експеримент који је извео у којем сифон, вођен преко брда високог око двадесет један метар, није функционисао. Галилео је одговорио објашњењем феномена: он је предложио да је снага вакуума та која задржава воду, а на одређеној висини количина воде је једноставно постала превише и сила више није могла да је држи, попут кабла који може да подржава само извесну тежину. Ово је било понављање теорије horror vacui („природа мрзи вакуум“), која датира још од Аристотела, а коју је Галилео поновио као resistenza del vacuo.

## Врсте барометара
Мерни инструменти за мерење притиска ваздуха називају се барометрима, а припадни аутографи барографима. Мерење атмосферског притиска састоји се или од мерења висине стуба живе, или у мерења деформација неког еластичног тела, или у одређивању температуре врелишта воде.

### Барометар са течношћу
Барометри са течношћу често користе стуб живе за мерење, по Торичелијевом принципу. То је стаклена цијев на једном крају затворена, а на другом уроњена у посуду са живом (која је отворена за дејство атмосферског притиска). Притисак ваздуха притиска живу у посуди, и тјера је у уску стаклену цијев, то више што је притисак већи. Како је на цијеви означена скала, притисак атмосферског ваздуха се директно очитава. Може се рећи да тежина живиног стуба одржава равнотежу са притиском ваздуха.
Изнад живе у цијеви се налази безваздушни Торичелијев простор (вакуум) па он не утиче на висину стуба живе. На нивоу мора висина живиног стуба је око 760 милиметара.
Скала је у милиметрима живе, барима, милибарима, или паскалима. На висину живе понешто утиче и температура, што се код професионалних уређаја узима у обзир.
Конструкција може бити различита, са посудом живе, само са савијеном цијеви, са помичним и непомичним судом и тако даље.

### Метални барометар
Још се назива анероид или холостерик. Бурдонове и Видијеве конструкције су најчешће. Основни елемент Видијевог барометра је анероидна вакуумска метална капсула која мијења димензије под дјеловањем атмосферског притиска. Ове промјене се преко механизма преносе на казаљку, која показује вриједност на скали. Анероидна капсула има унутрашњу опругу.
Бурдонов барометар је еластична спљоштена и спирална вакуумска комора од гуме или сличног материјала. Притисак савија цјевчицу и ово кретање се преноси на казаљку скале преко механизма.
Метални барометри су добри за мјерење промјене притиска, али вриједности нису тачне као код живиних. Због лаког руковања и отпорности користе се у метеорологији као помоћни уређаји, на авионима за мјерење висине, и за одређивање приближне надморске висине код других уређаја.

### Живин барометар
Најстарији тип барометра је барометар са живом или живин барометар. У металну посуду напуњену живом уроњен је доњи крај усправне, танке стаклене цеви. Цев је дуга 1 метар, делимични је испуњена живом, а на врху затворена тако да се у делу изнад стуба живе налази празан простор или вакуум. На површину живе у посуди делује спољни атмосферски притисак, због чега се ниво у посуди диже или спушта према спољном притиску ваздуха, а тиме се мења и висина стуба живе у усправној цеви. То значи да је висина стуба живе директно пропорционална притиску ваздуха, па се притисак може очитати на умереној (калибрираној) скали постављеној уз цев. Према конструкцији посуде са живом разликују се 2 основна типа живиног барометра: барометар с помичним дном и барометар с умањеном (редуцираном) скалом.

#### Барометар с помичним дном
Барометар с помичним дном има посуду са живом тако направљену да се висина и облик дна посуде могу подешавати помоћу вијка. Подешавањем облика дна мења се обим (волумен) посуде, па се тако на једноставан начин може ниво живе у посуди поставити на нулти положај и на скали цевчице очитати висина живиног стуба, то јест вредност притиска ваздуха.

#### Барометар с редуцираном скалом
Барометар с редуцираном скалом има круту посуду са живом. На посуди је мали отвор кроз који спољни притисак ваздуха делује на површину живе у посуди. Посуда са живом и усправна цев налазе се у заједничком кућишту, које на доњем делу носи термометар, а на горњем делу помични прстен с нонијумом. Скала је за очитавање стуба живе непомична и подељена на милиметре и милибаре. При очитавању помични прстен намести се тако да његов доњи руб тангира заобљени врх (менискус) стуба живе и према ознаци на прстену одреди се на скали висина стуба. Десетинке делова основне поделе скале одређене су помоћу нонијума. Површина пресека посуде је знатно већа од површине пресека живе у цеви, па свакој промени висине живе у посуди одговара сразмерно знатно већа промена висине живе у цеви. У овом типу барометра ниво живе у посуди не може се подесити да дође у нулти положај, па је стога скала на цеви барометра редукована тако да је сваки део скале нешто краћи од једног милиметра. Редукција скале зависи од односа површина пресека цеви и посуде, то јест о односу између помака живе у цеви и посуди. Редукцијом је скале постигнуто да се на скали очита тачна висина притиска ваздуха иако ниво живе у посуди није доведен на нулу.

#### Бродски барометар
Бродски барометар је учвршћен карданским зглобом тако да је цев увек усправна, без обзира на нагиб брода. Осим тога, цев је на једном месту сужена да би се смањиле осцилације у цеви узроковане љуљањем брода.

### Анероид
Анероид (грч. νηρός: мокар) је мерни инструмент за мерење притиска ваздуха. Изумео га је Луциен Види 1843; састоји се од једне или више шупљих кутија кружног пресека, од танког и валовитог лима, из којих је исисан ваздух и у којима се налази опруга. Промене притиска ваздуха мењају равнотежни положај деформисаних кутија и еластичне опруге, а добијени се помаци преко полуга повећавају и преносе на казаљку испод које се налази лествица с назначеним вредностима притиска ваздуха. Раније уведене и још увек задржане назнаке лепо време, киша, променљиво, имају врло ограничену употребљивост јер време не зависи само од притиска ваздуха, па анероид није довољан за прогнозу времена. Анероид умерен (баждарен) у јединицама висине користи се као барометарски алтиметар или висиномер.

#### Висиномер или алтиметар
Висиномер или алтиметар је врста анероида који служи за мерење висина. Скала им је подељена у јединицама висине, а могу се наместити према притиску ваздуха на морској висини или на метеоролошкој постаји. Алтиметри су температурно компензовани. Употребљавају се и за теренска мерења притиска ваздуха, на ваздухопловима и другим летелицама.

### Барограф
За биљежење промјена притиска кроз вријеме, користи се барограф — барометар с придодатим уређајем за регистрацију.